# Hofstetten (Rattenkirchen)
Hofstetten ist ein Ortsteil in der Gemeinde Rattenkirchen im oberbayerischen Landkreis Mühldorf am Inn.

## Lage
Der Weiler Ramering liegt unmittelbar nordwestlich der Bundesstraße B 12 und südwestlich der Bundesautobahn A 94, von deren Ausfahrt 17 (Heldenstein) er auf einer 5 Kilometer langen Fahrt erreichbar ist.

## Bevölkerungsentwicklung
In Hofstetten gab es 1861 insgesamt 16 Einwohner sowie fünf Gebäude. Im Mai 1987 gab es 33 Einwohner in neun Wohngebäuden.
| Jahr      | 1861 | 1871 | 1925 | 1950 | 1970 | 1987 |
| Einwohner | 16   | 19   | 36   | 23   | 30   | 33   |